# Cordeleboea nubena
Cordeleboea nubena là một loài tò vò trong họ Ichneumonidae.